# اس‌اس بروکسل
اس‌اس بروکسل (به انگلیسی: SS Brussels) یک کشتی بود که طول آن ۲۸۵ فوت (۸۶٫۸۷ متر) بود. این کشتی در سال ۱۹۰۲ ساخته شد.